# Jürgen Lahn
Jürgen Lahn (* 26. Oktober 1953) ist ein ehemaliger deutscher Fußballspieler.

## Spielerkarriere
Jürgen Lahn spielte zunächst in der Jugend von Hertha BSC. Am letzten Spieltag der Bundesliga-Saison 1971/72 nominierte ihn Helmut Kronsbein erstmals für die Profimannschaft. Bei der 2:4-Niederlage beim VfL Bochum kam Lahn nach 68 Minuten für Detlef Schulz aufs Spielfeld.
In den folgenden Jahren spielte Lahn für die Amateure von Hertha. Lediglich 1976/77 kam er noch einmal in Reichweite der ersten Mannschaft, als ihn Georg Keßler in zwei Testspielen einsetzte.